# Vaivara
Vaivara era un comune rurale dell'Estonia nord-orientale, nella contea di Ida-Virumaa. Il centro amministrativo del comune era il borgo (in estone alevik) di Sinimäe.
A seguito di una riforma amministrativa, il comune rurale di Vaivara si è unito alla città di Narva-Jõesuu il 21 ottobre 2017.

## Storia
Vaivara è stata sede, durante l'occupazione della Germania nazista nella seconda guerra mondiale, di un campo di concentramento - il campo di concentramento di Vaivara - da cui dipendeva un insieme di una ventina di sottocampi di lavoro e transito, fra cui il campo di concentramento di Klooga.

## Località
Oltre al capoluogo, il comune comprende un altro borgo, Olgina, e 18 località (in estone küla):
Arumäe, Auvere, Hiiemetsa, Hundinurga, Laagna, Kudruküla, Meriküla, Mustanina, Peeterristi, Perjatsi, Pimestiku, Puhkova, Soldina, Sõtke, Tõrvajõe, Udria, Vaivara, Vodava.